# Iwan Chowański (zm. 1682)
Iwan Andrzejewicz Chowański, zwany Tararuj (ros. Иван Андреевич Хованский «Тараруй»; zm. 27 września 1682 roku) – rosyjski dowódca wojskowy, urzędnik carski, bojar (od 1659 roku).

## Życiorys
W 1636 roku wymieniany pośród stolników carskich przy Michale Fiodorowiczu. W latach 1650–1651 był wojewodą tulskim, następnie do 1654 roku – wiaziemskim, w 1656 roku – mohylewskim. Brał udział w wojnach z Rzecząpospolitą oraz ze Szwecją. W 1657 roku pobił wojska Magnusa De la Gardie pod Gdowem. 19 grudnia 1659 roku zajął Grodno, 25 grudnia Zabłudów, 28 grudnia pod Krynkami rozbił pułk Jana Ogińskiego i skierował się na Brańsk. 8 i 9 stycznia 1660 została złupiona Biała Podlaska. 13 stycznia 1660 roku jeden z jego zagonów zdobył i spalił Brześć, skąd następnie wysyłał wojsko w kierunku Lublina i Węgrowa. 25 stycznia rozbił pod Prużaną zgrupowanie płk. Michała Obuchowicza. 1 lutego oddziały moskiewskie zajęły Międzyrzec Podlaski. Spowodowało to podjęcie działań Stefana Czarnieckiego, który ściągnął wojska z leż zimowych w Wielkopolsce. Chowański odszedł na wschód, gdzie bez powodzenia oblegał twierdzę w Lachowiczach, po czym został pobity pod Połonką przez Stefana Czarnieckiego. Na początku 1661 roku rozbił jeszcze wojska pułkownika Lisowskiego pod Drują, ale jesienią został rozgromiony w bitwie pod Kuszlikami.
W późniejszych latach był wojewodą pskowskim, smoleńskim i nowogrodzkim. Zapisał się w pamięci jako surowy i despotyczny administrator, nieliczący się z miejscowymi obyczajami. W latach 1678–1680 walczył z Turkami i Tatarami Krymskimi.
Jego potężne wpływy niepokoiły dwór, dlatego w początkach września 1682 roku został ogłoszony buntownikiem i 17 (27) września zaocznie skazany na śmierć. Tego samego dnia został zatrzymany i ścięty wraz z synem Andrzejem. Na wieść o jego śmierci wybuchł bunt strzelców, w trakcie którego buntownicy zajęli nawet Kreml, ale pozbawieni silnego przywództwa szybko ulegli siłom dworu.
Tragiczny los Chowańskich stał się kanwą opery Modesta Musorgskiego Chowańszczyzna (ros. «Хованщина»).